# Egyptische klapneusvleermuis
De Egyptische klapneusvleermuis of Egyptische klapneus (Rhinopoma microphyllum) is een vleermuizensoort die behoort tot de familie van de Klapneusvleermuizen.

## Kenmerken
Deze typische vleermuizensoort heeft een lichaamslengte van ongeveer 7 centimeter. Hij heeft een dunne staart die ongeveer even lang is als zijn lichaam. Dit dier kan een soort winterslaap houden, waarbij het op zijn eigen lichaamsvetten teert. Deze winterslaap duurt gewoonlijk vrij kort.

## Leefwijze
Het zijn koloniedieren die 's nachts actief zijn. Overdag slapen ze op beschutte plaatsen. Tijdens het rusten en slapen hangen ze met hun kop neerwaarts, en slaan ze hun vleugels om hun lichaam, soms ook om hun kop. Ze zouden zich aan een uitsteeksel vast met één of twee achterpoten. Tegen de schemering en 's nachts komen ze tevoorschijn, om op zoek te gaan naar voedsel dat uit verschillende insecten bestaat.

## Voortplanting
Het vrouwtje baart één jong na een draagtijd van ongeveer 16 weken.

## Verspreiding
Egyptische klapneusvleermuizen komen voor in een aantal landen in West- en Noord-Afrika, in het Midden-Oosten en een paar landen in Azië.